# لويس موناكو
لويس موناكو (بالإنجليزية: Louis Monaco)‏ مواليد 28 أبريل 1968 في دنفر، هو ملاكم أمريكي يصنف ضمن فئة الوزن الثقيل بدأ مسيرته الاحترافية سنة 1995.

## المسيرة الاحترافية
من نزالاته:
- انتصر على شين ساتكليف (2004/04/24).
- خسر أمام ديفيد ديفياجبون (2000/10/04).

## إحصائيات
خاض خلال مسيرته 57 نزالا، فاز في 16 وتعادل في 5 وخسر في 36. فاز بالضربة القاضية في 8 نزالا.

## روابط خارجية
- لويس موناكو على موقع بوكس ريك (الإنجليزية) (registration required)